# Орёл (броненосец)
«Орёл» — русский эскадренный броненосец, один из пяти кораблей типа «Бородино».

## История корабля
Корабль был заложен на Галерном острове в Санкт-Петербурге 20 мая 1900 года. Строителем корабля был Михаил Карлович Яковлев, а с июня 1904 года до введения в эксплуатацию — младший судостроитель В. П. Лебедев.

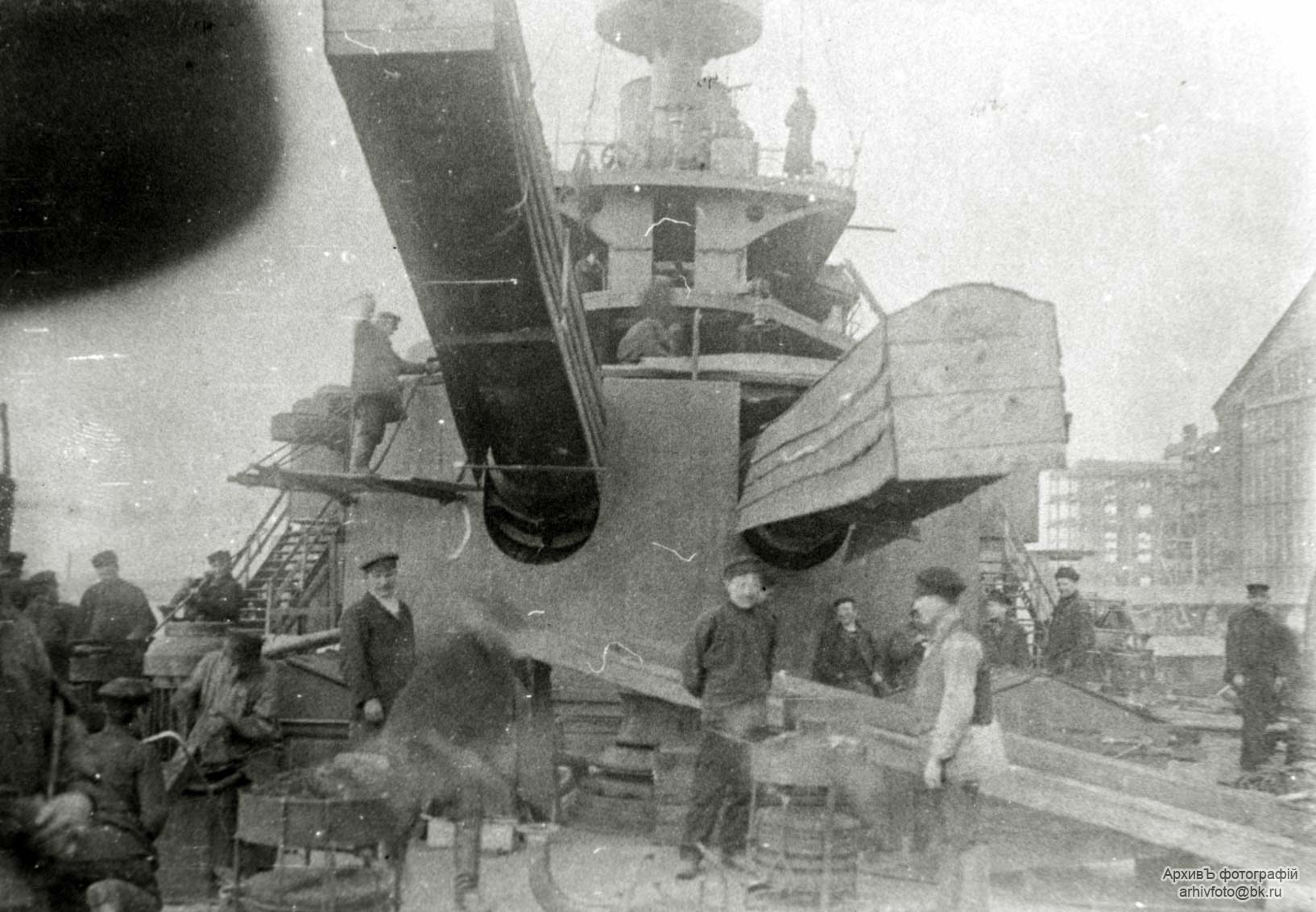
Броненосец «Орёл»

Корабль едва не погиб ещё в ходе достройки: приведённый в Кронштадт и пришвартованный в Средней гавани у Западной стенки напротив Лесных ворот, утром 7 мая 1904 года он внезапно глубоко осел в воде, а затем стал крениться на левый борт. Когда крен достиг 24 градусов, корабль лёг на дно. Через несколько недель он был поднят, отремонтирован и достроен. По поводу аварии было много слухов, вплоть до «действий японских агентов». Однако по свидетельству офицера корабля и участника его спасения В. П. Костенко: «Ночью … наблюдалось необычное для Кронштадта падение уровня воды в Финском заливе — на 4 фута ниже ординара. Это произошло в связи с сильным циклоном в южной части Балтийского моря, вызвавшим угон воды с севера на юг. Броненосец «Орел», опустившись, сел правым бортом и боковым килем на откос, образовавшийся за долгие годы у стенки порта, а под левым бортом оставалась достаточная глубина под днищем. По мере спада воды корабль кренился, пока позволяли швартовы. Но при этом левый борт опустился на 3 фута и вошли в воду верхние дыры для броневых болтов, оставленные на ночь открытыми для начала постановки брони с наступлением утра. За ночь через незакрытые дыры заполнились водой верхние коридоры позади брони. Когда накопилась достаточная кренящая сила, то швартовы, завернутые за палы на берегу, лопнули и корабль внезапно повалился». С этой версией согласен и академик-кораблестроитель А. Н. Крылов.
Под командованием капитана 1-го ранга Н. В. Юнга принимал участие в Русско-японской войне 1904—1905 годов и Цусимском сражении. Входил в состав Второй Тихоокеанской эскадры. На «Орле» служил унтер-офицером Алексей Новиков-Прибой, автор романа «Цусима».
В сражении получил 76 попаданий (по данным Кэмбэла). Из них 5 — 305-мм снарядами, 2 — 254-мм снарядами, 9 — 203-мм снарядами, 39 — 152-мм снарядами и 21 — более мелкими снарядами. По данным В. П. Костенко попаданий было не менее 140, из них 42 — 305 мм снарядами. После боя утративший значительную часть боеспособности корабль со смертельно раненым командиром присоединился к отряду контр-адмирала Н. И. Небогатова и вместе с другими кораблями этого отряда был сдан в плен.
После сдачи и восстановления был кардинально модернизирован японцами: башни 152-мм калибра заменены на палубные установки орудий калибра 203 мм, удалены оба марса, верхние ярусы мостиков, укорочены и уменьшены в диаметре дымовые трубы и другое. Вступил в строй Императорского флота Японии под названием «Ивами» (англ. Iwami, (яп. 石見, в честь древнеяпонской провинции Ивами, сегодня территории префектуры Симанэ, неподалёку от Цусимы).
28 августа 1912 года переквалифицирован в броненосцы береговой обороны 1-го класса.
В годы Первой мировой войны принимал участие в битве за город Циндао.
12 января 1918 года японский броненосец береговой обороны «Ивами» вошёл в бухту Владивостока для «защиты интересов и жизни проживающих на российской земле японских подданных». Это событие символизировало начало иностранной военной интервенции стран Антанты в Гражданскую войну в России.
Списан 9 мая 1923 года, в соответствии с Вашингтонским морским соглашением и расстрелян как мишень 10 июля 1924 года самолётом с военного аэродрома Йогасима (около крепости Йокосука).

## Офицерский состав на момент Цусимского сражения

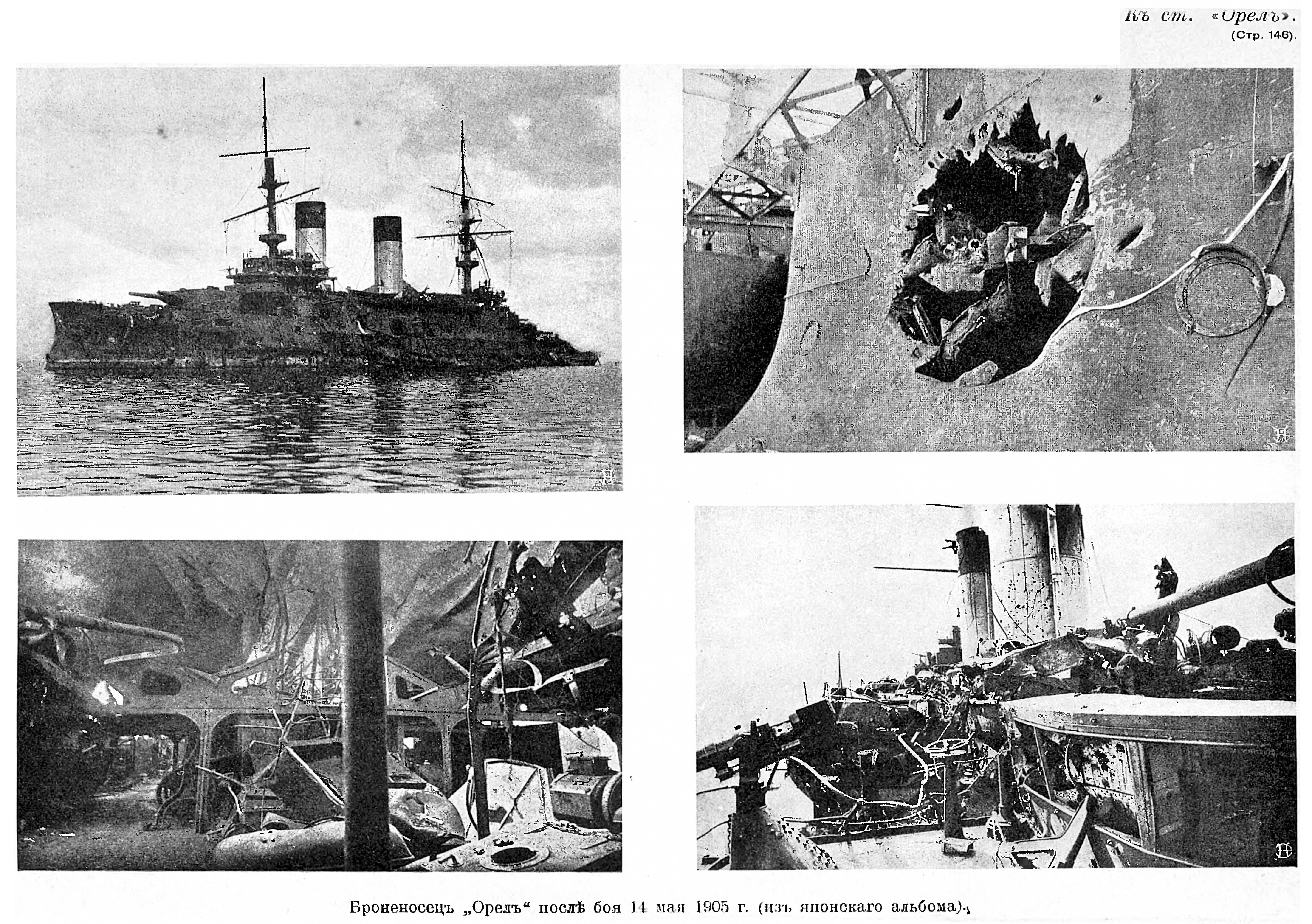
Броненосец «Орел» после «Цусимского боя»

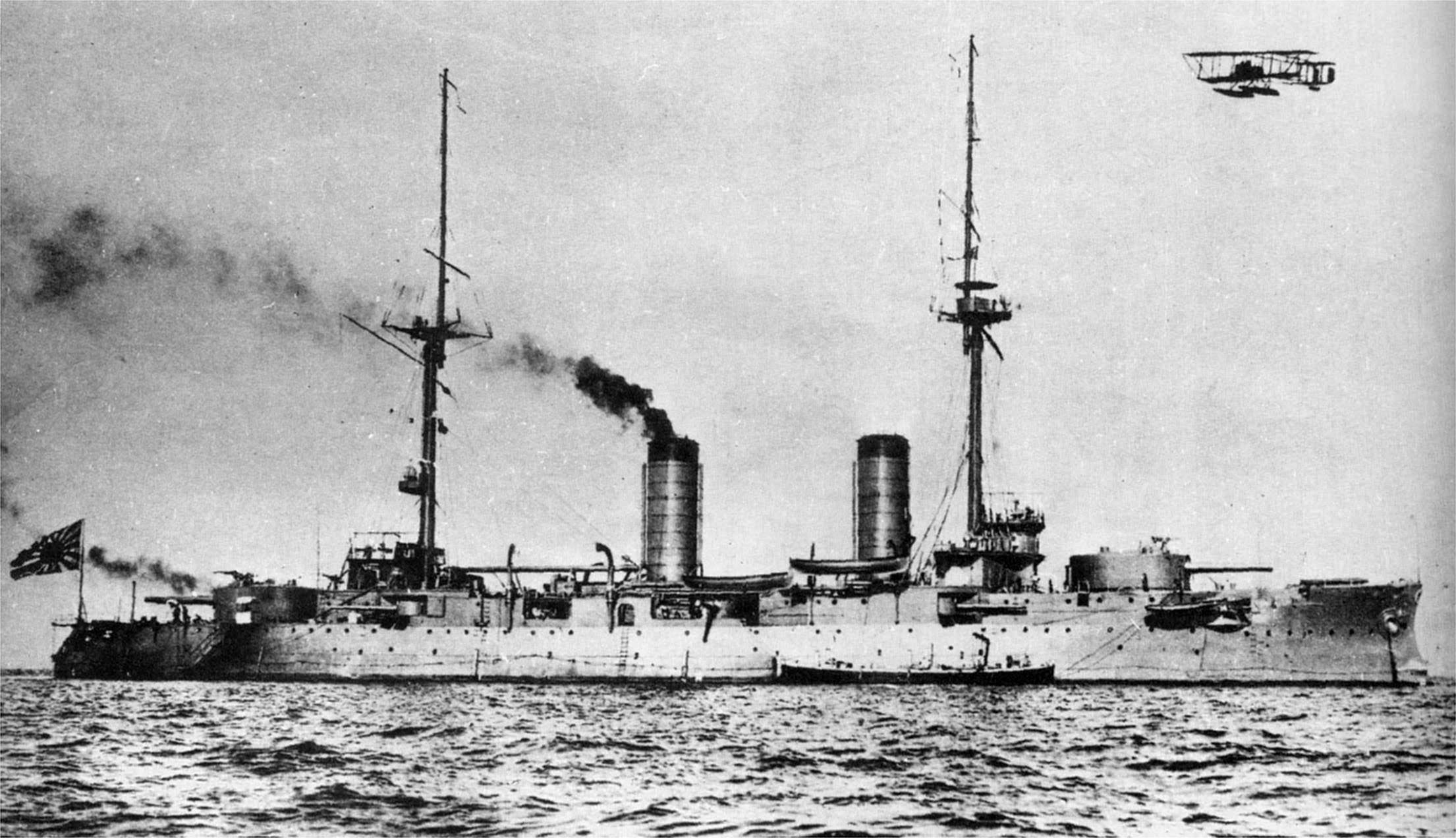
броненосец береговой обороны I класса «Ивами» (1905—1924), бывший «Орёл».

- Командир — капитан 1 ранга Н. В. Юнг (c 26.04.1904) — смертельно ранен, скончался 16.05.1905
- Старший офицер — капитан 2 ранга К. Л. Шведе (с 1901)
- Флагманский обер-аудитор — титулярный советник В. Э. Добровольский.
- Ревизор — лейтенант С. Н. Бурнашев (с .01.1904)
- Старший минный офицер — лейтенант И. В. Никанов 1-й (с 1902)
- Младший минный офицер — лейтенант В. Л. Модзалевский (с 31.07.1904)
- Старший артиллерийский офицер — лейтенант Ф. П. Шамшев (с .01.1904)
- Младший артиллерийский офицер, командир правой носовой 6" башни — лейтенант А. В. Гирс 3-й (с 31.07.1904) — тяжело ранен во время боя, скончался 05.06.1905 в японском госпитале.
- Младший артиллерийский офицер, командир левой кормовой 6" башни — лейтенант Г. М. Рюмин (с 31.07.1904)
- Старший штурманский офицер — лейтенант В. А. Саткевич (с 11.06.1904)
- Младший штурманский офицер — мичман, с 17.04.1905 г. лейтенант Л. В. Ларионов (с 27.04.1904)
- Вахтенный начальник, командир левой носовой 6" башни — лейтенант К. П. Славинский (с 24.05.1904)
- Вахтенный начальник, командир носовой 12" башни — мичман, с 17.04.1905 г. лейтенант С. Я. Павлинов 4-й (с 18.06.1904)
- Вахтенный начальник — мичман И. И. Бибиков (с 17.07.1904 списан в Носси-Бе)
- Вахтенный начальник, командир правой кормовой 6" башни — мичман А. Д. Бубнов 4-й (с 16.06.1904)
- Вахтенный начальник, командир носовой противоминной батареи — мичман А. П. Шупинский (26.04.1904) — убит.
- Вахтенный офицер, командир кормовой 12" башни — мичман О. А. Щербачев 4-й (с 17.06.1904)
- Вахтенный офицер, командир трюмного дивизиона — мичман Д. Р. Карпов 2-й
- Вахтенный офицер, командир левой средней противоминной батареи — мичман князь Я. К. Туманов (с 17.05.1904)
- Вахтенный офицер, командир правой средней противоминной батареи — мичман Н. А. Сакеллари (с 15.06.1904)
- Вахтенный офицер, командир кормовой противоминной батареи — прапорщик по морской части Г. А. Андреев-Калмыков (c 15.08.1904) — убит.
- Вахтенный офицер — прапорщик по морской части С. В. Титов (с 19.06.1904) — списан по болезни 14.02.1905.
- Вахтенный офицер — мичман Н. Н. Зубов 2-й — переведен на миноносец «Блестящий» в июне 1904
- Старший судовой механик, командир левой паровой машины — подполковник К. И. М. И. И. Парфенов (с 11.09.1904)
- Помощник старшего судового механика, командир правой паровой машины — штабс-капитан К. И. М. К. А. Скляревский (с 30.08.1904)
- Трюмный механик — поручик К. И. М. Н. М. Румс (с 19.06.1904)
- Младший судовой механик — поручик К. И. М. Н. Г. Русанов (с 02.07.1904)
- Младший судовой механик — поручик К. И. М. П. А. Можжухин (с 18.08.1904)
- Младший судовой механик — поручик К. И. М. Г. Я. Леончуков (с 08.07.1904)
- Младший судовой механик — прапорщик по механической части В. И. Антипин
- Младший судовой механик — прапорщик по механической части Н. Г. Иванов (с .06.1904) — 17.01.1905 переведен на крейсер 2-го ранга «Урал»
- Судовой корабельный инженер — младший помощник судостроителя В. П. Костенко (с 06.05.1904)
- Старший судовой врач — надворный советник Г. А. Макаров (с 09.06.1904)
- Младший судовой врач — коллежский асессор Н. М. Марков (с 23.06.1904) — списан по болезни в апреле 1905 года
- Младший судовой врач — лекарь А. П. Авроров (с 10.05.1905)
- Судовой священник — иеромонах отец Паисий
- Подшкипер И. И. Ерёмин (родом из Владимирской губернии) — убит.

Средними 6" башнями командовали унтер-офицеры: левой — артиллерийский кондуктор Владимир Панцырев, правой — артиллерийский квартирмейстер 1-й статьи Михаил Волжанин.

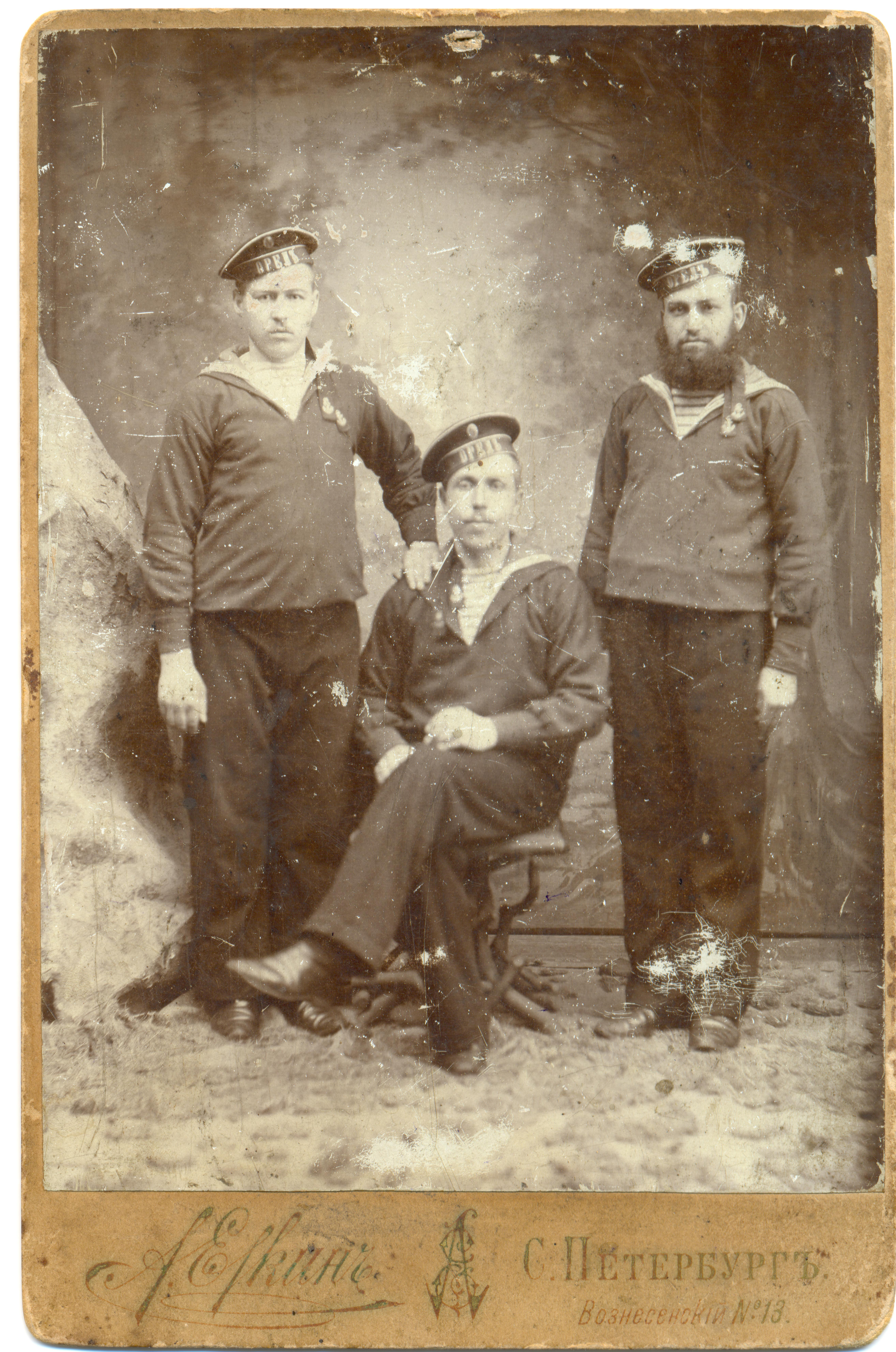
Матросы с броненосца "Орел"